# Musculus iliacus

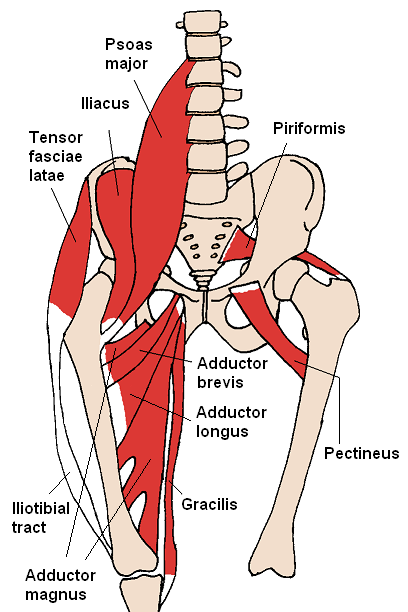

Musculus iliacus är tillsammans med m. psoas major och psoas minor del av iliopsoasmuskulaturen, musklerna som bildar höftböjaren. Muskeln är också en av många posturala muskler, som håller kroppen upprätt och har med vår hållning att göra. En oflexibel,stel eller tajt höftböjare kan orsaka en stor lordos, svank i ländryggen. Stillasittande ger en stel muskel och kan vara en orsak till smärta i ländryggen.

## Ursprung och fäste
M. iliacus har sitt ursprung på fossa iliaca. Den fäster på trochanter minor, medialt på femur. 

## Funktion
Denna muskel har som funktion att utföra en flexion i höftleden samt göra en lateralrotation i höftleden. 